# Ameerega shihuemoy
Ameerega shihuemoy é uma espécie de anuro da família Dendrobatidae. É nativa da província de Manu, na região amazônica do sudoeste do Peru.